# John Hartigan (remero)
John DeStefani Hartigan (Mineápolis, 28 de febrero de 1940-East Norriton, 1 de junio de 2020) fue un deportista estadounidense que compitió en remo como timonel. Ganó una medalla de oro en el Campeonato Mundial de Remo de 1974, en la prueba de ocho con timonel ligero.

## Palmarés internacional
| Campeonato Mundial | Campeonato Mundial | Campeonato Mundial | Campeonato Mundial      |
| Año                | Lugar              | Medalla            | Prueba                  |
| ------------------ | ------------------ | ------------------ | ----------------------- |
| 1974               | Lucerna (Suiza)    | Medalla de oro     | Ocho con timonel ligero |